# Pirosilicato
Un pirosilicato es un tipo de compuesto químico; ya sea un compuesto iónico que contiene el anión pirosilicato Si
2O6−
7, o un compuesto orgánico con el grupo hexavalente ≡ O
3Si-O- SiO
3 ≡. El anión también se llama disilicato o diortosilicato.
Los pirosilicatos iónicos pueden considerarse sales del inestable ácido pirosilícico, H
6Si
2O
7. A diferencia del ácido, las sales pueden ser estables. De hecho, los pirosilicatos se encuentran ampliamente en la naturaleza como una clase de minerales de silicato, específicamente los sorosilicatos.
Algunos pirosilicatos sintéticos incluyen
- pirosilicato de sodio Na
6Si
2O
7, un posible componente del vidrio soluble.
- pirosilicato de sodio y hierro (II) Na
2Fe
2Si
2O
7, un potencial material catódico para baterías.[2]
- pirosilicato de sodio y manganeso (II) Na
2Mn
2Si
2O
7, otro material catódico potencial.[3][4]

## Estructura
El anión pirosilicato se puede describir como dos SiO
4 tetraedros que comparten un vértice (un átomo de oxígeno). Los vértices que no están compartidos llevan una carga negativa cada uno.
La estructura del pirosilicato de sodio sólido fue descrita por Volker Kahlenberg y otros en 2010.
Yuri Smolin y Yuri Shepelev determinaron en 1970 las estructuras cristalinas de pirosilicatos de tierras raras con fórmula genérica Ln
2Si
2O
7, donde "Ln" representa lantano, cerio, neodimio, samario, europio, gadolinio, disprosio, holmio, itrio, erbio, tulio o iterbio. Se descubrió que pertenecían a cuatro clases cristalográficas distintas, determinadas por el tamaño del catión. Otros investigadores también estudiaron el pirosilicato de itrio Y
2Si
2O
7, pirosilicato de gadolinio Gd
2Si
2O
7, y pirosilicato de escandio Sc
2Si
2O
7.

## Preparación
Pirosilicatos de tierras raras Ln
2Si
2O
7 se puede obtener fusionando el óxido correspondiente Ln
2O
3 con sílice en una proporción molar de 1:2, Los cristales individuales se pueden cultivar mediante el proceso Verneuil o el método Czochralski.